# Фюк, Иоганн
Иога́нн Вильге́льм Фюк (нем. Johann Wilhelm Fück; 8 июля 1894, Франкфурт-на-Майне — 24 ноября 1974, Галле, ГДР) — немецкий востоковед-арабист, исламовед, семитолог, историк науки. Член Саксонской АН. Один из авторов второго издания фундаментальной «Энциклопедии ислама» (E.J. Brill)

## Биография
В 1913—1916 годах начал изучать классические и семитские языки в университетах Галле, Берлина и Франкфурта-на-Майне.
В 1930—1935 годах — профессор университета в Дакке.
В 1938—1962 годах — профессор и директор Восточного семинара в Галле.
С 1948 года — член Саксонской АН в Лейпциге.
С 1961 года — член-корреспондент египетской Академии арабского языка в Каире.

## Научное наследие
Автор работ по истории арабского языка и литературы, истории арабистики, а также исследований по истории раннего ислама.

### Труды
- Die Originalität des arabischen Propheten // Zeitschrift der Deutschen Morgenländischen Gesellschaft. — 1936. — Bd 9U (N. F. 15).
- Arabjia. Untersuchungen zur arabischen Sprach- und Stilgeschichte. — Berlin, 1950 (араб. пер. — Каир, 1951; франц. — Rabat—Paris—Bruxelles, 1956).
- Muhammad Ibn Ishak // Ambix. — 1951. — V. 4, Xi 3—4.
- Die arabischen Studien in Europa. — Leipzig, 1955.

## Награды
- Национальная премия ГДР (1956).